# Миколаївка (Роменський район)
Микола́ївка — село в Україні, у Сумській області, Роменському районі. Населення становить 604 особи. Входить до складу Роменської міської громади. До 2020 орган місцевого самоврядування — Миколаївська сільська рада.

## Географія
Село Миколаївка розташоване на лівому березі річки Ромен, вище за течією на відстані 0.5 км розташоване село Калинівка, нижче за течією на відстані 2.5 місто Ромни, на протилежному березі — село Житне.
Довкіл села кілька іригаційних канали.
Поруч автомобільний шлях Т 1907.

## Історія
- Перший спогад про село у кінці XVII ст.
- Поблизу села знайдений скіфський курган.

Перший період радянської окупації почався у січні 1918 року. Під час Визвольних змагань влада у селі змінювалась декілька разів до 1920 року. У 1922 році у Миколаївці був створений комітет незалежних селян.
- Село постраждало внаслідок геноциду українського народу, проведеного урядом СРСР в 1932—1933 та 1946—1947 роках[1].
- 12 червня 2020 року, відповідно до розпорядження Кабінету Міністрів України № 723-р «Про визначення адміністративних центрів та затвердження територій територіальних громад Сумської області», село увійшло до складу Роменської міської громади[2].
- 19 липня 2020 року, в результаті адміністративно-територіальної реформи та ліквідації Роменського району(1930—2020), увійшло до складу новоутвореного Роменського району[3].

## Економіка
- Молочно-товарна ферма.

## Соціальна сфера
- Школа.

## Відомі люди
В поселенні народилися:
- Богуславець Ганна Ульянівна (1919—1993) — українська героїня праці.
- Кітов Микола Григорович (* 1944) — український педагог, філософ.
- Олексенко Іван Іванович (1931–2004) — український письменник.

## Галерея

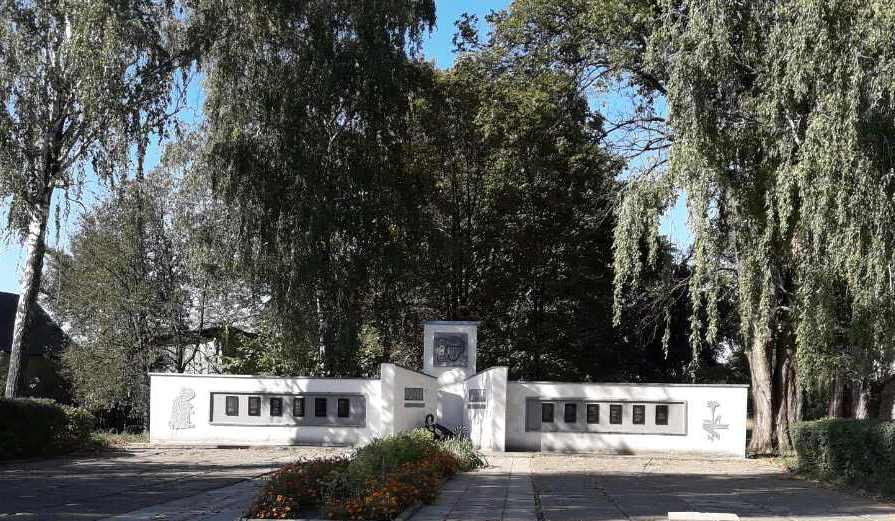
Могила радянського воїна